# Szymon Dziedzic
Szymon Dziedzic (ur. 27 października 1917 w Bytomsku, zm. 20 marca 1992 w Boleścinie) – polski rolnik, księgowy i polityk, poseł na Sejm PRL III i IV kadencji.

## Życiorys
W 1932 został członkiem koła Związku Młodzieży Wiejskiej RP „Wici” w Bytomsku, a w 1935 Stronnictwa Ludowego. W 1942 został przewodniczącym Gminnego Kierownictwa Ruchu Ludowego (Stronnictwa Ludowego „Roch”), a rok później kierownictwa organizacji „Młody Las” (lokalnej przybudówki młodzieżowej Batalionów Chłopskich). Organizował w gminie Trzciana Bataliony Chłopskie, Ludowy Związek Kobiet i Zielony Krzyż. Potem był współorganizatorem struktur SL w gminie. Został członkiem Zarządu Powiatowego „Wici” i ZP SL, a w 1945 zarządu powiatowego Polskiego Stronnictwa Ludowego w Bochni. Po roku odszedł z partii i objął gospodarstwo rolne w Boleścinie. W 1950 został członkiem tamtejszej spółdzielni produkcyjnej, w latach 1954–1966 był jej księgowym. Od 1952 do 1968 przewodniczył prezydium Powiatowego Związku Rolniczych Spółdzielni Produkcyjnych w Świdnicy, był także członkiem prezydium Wojewódzkiego ZRSP we Wrocławiu. Należał też do zarządu oddziału powiatowego Związku Bojowników o Wolność i Demokrację i do Ogólnopolskiego Komitetu Frontu Jedności Narodu.
Wstąpił do Zjednoczonego Stronnictwa Ludowego, był prezesem (1952–1960) i wiceprezesem (1960–1975) Powiatowego Komitetu w Świdnicy, członkiem Wojewódzkiego Komitetu Wykonawczego (od 1954), wiceprezesem Wojewódzkiego Komitetu we Wrocławiu (1959–1973) oraz członkiem Naczelnego Komitetu (1956–1973). Był radnym Powiatowej Rady Narodowej w Bochni. W 1961 i 1965 uzyskiwał mandat posła na Sejm PRL w okręgu Wałbrzych. W parlamencie zasiadał kolejno w Komisji Handlu Wewnętrznego oraz w Komisji Rolnictwa i Przemysłu Spożywczego.

## Odznaczenia
- Order Sztandaru Pracy II klasy
- Krzyż Kawalerski Orderu Odrodzenia Polski
- Srebrny Krzyż Zasługi (1952)[1]
- Krzyż Partyzancki
- Odznaka 1000-lecia Państwa Polskiego
- Odznaka „Zasłużony Działacz Spółdzielczy”